# Harry Boldt
Harry Boldt (23 de fevereiro de 1930) é um adestrador alemão e bicampeã olímpico.  
Nasceu em Insterburg, no leste da Prussia, Alemanhã.  

## Carreira
Harry Boldt representou seu país nos Jogos Olímpicos de 1964 e 1976, na qual conquistou a medalha de ouro no adestramento por equipes 1964 e 1976, e prata no individual em 1964 e 1972.